# Panerola americana
La panerola americana o panerola roja (Periplaneta americana) és una espècie d'insecte blatodeu de la família Blattidae. Té ales i mida gran, amb una longitud entre 2,5 cm i 4 cm. Entre les espècies de paneroles més comunes, és l'espècie més grossa.
L'insecte pot viatjar de pressa, sovint llançant-se fora de vista quan algú entra en una sala, i pot cabre en petites escletxes i sota les portes malgrat la seva mida bastant grossa. Se sap que són molt mòbils i també tenen ales que el deixen ser un aviador bastant capacitat.
L'insecte es considera sovint una plaga, ja que envaeix estances on viuen les persones per a refugi i menjar.

## Distribució
És molt comuna al sud dels Estats Units i en climes tropicals, i és cosmopolita, a causa de al seva dispersió mitjançant el transport i comerç internacional. Al sud dels EUA, s'anomena sovint un Palmetto Bug o Waterbug, a causa de la seva associació amb arbres i llocs humits. S'han localitzat al nord-est dels EUA, (Ciutat de Nova York) i al sud-est del Canadà (Mont-real, Quebec), on es troba principalment prop d'habitatges humans a causa de la seva manca de tolerància al fred. La panerola americana també es pot trobar prop de diversos ports arreu del món, com Ciutat del Cap i Durban, Sud-àfrica i al sud d'Europa (Barcelona).
Es creu que el seu hàbitat original es troba a l'Àfrica, però fa temps s'establí a Amèrica, d'on rep el nom.

## Característiques
Els adults de les paneroles americanes tenen una longitud mitjana de 38 mm. Són de color marró vermellós i tenen un marge groguenc a la regió de cos darrere el cap (pronot). Les paneroles immadures s'assemblen als adults excepte que són àpteres.

## Ecologia

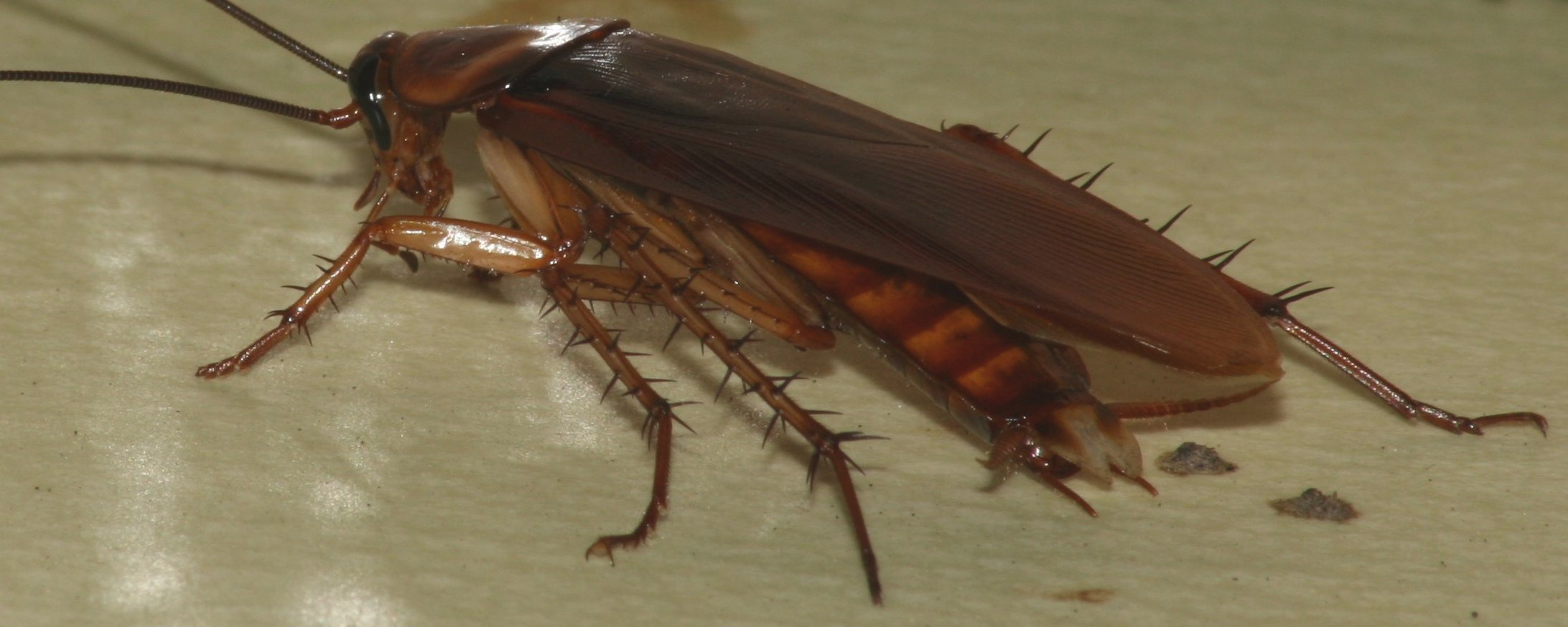
Panerola americana i excrements.

La panerola americana generalment viu en àrees humides, però poden sobreviure en àrees seques si tenen accés a aigua. Prefereixen temperatures calentes al voltant de 29 °C no toleren temperatures fredes. En zones residencials, aquesta panerola viu a soterranis i clavegueres i es poden moure a l'exterior a patis durant la temporada càlida. Aquestes paneroles són comunes a soterranis, escletxes i clivelles de porxos, fonaments, passarel·les adjacents a edificis. Són eminentment detritívors i s'alimenten d'una varietat àmplia de materials vegetals i animals.

## Cicle vital
Les femelles produeixen una ooteca, un estoig que conté diversos ous, i la duu sobresortint de la punta de l'abdomen durant uns dos dies. Llavors les dipositen en llocs ocults i escletxes. Les ooteques fan vora 0,9 cm. Les nimfes de panerola immadures emergeixen de l'ou en 6-8 setmanes després de la posta i requereixen un període de maduració entre 6 i 12 mesos. Les paneroles adultes poden viure fins a un any durant el qual les femelles poden arribar a produir una mitjana de 150 individus.

## Control de plagues
La presència de paneroles al voltant de les cases són més difícils de controlar. Primer, cal limitar la disponibilitat de menjar i aigua, llençar les deixalles domèstiques en cubells d'escombraries, no en bosses de plàstic, ja que les bosses de plàstic s'estripen fàcilment i permeten alimentar aquests animals. Cal desviar l'aigua com a mínim un metre fora dels fonaments. En segon lloc, cal reduir i eliminar els possibles refugis per a les paneroles. No apilar llenya o runa prop dels fonaments. Es recomana fer una inspecció visual entre una o dues hores després de posta de sol per tal de localitzar les escletxes i clivelles de l'edifici per on emergeixen les paneroles. Es poden ruixar amb insecticida aquestes superfícies i intentar segellar escletxes i clivelles.

## Galeria

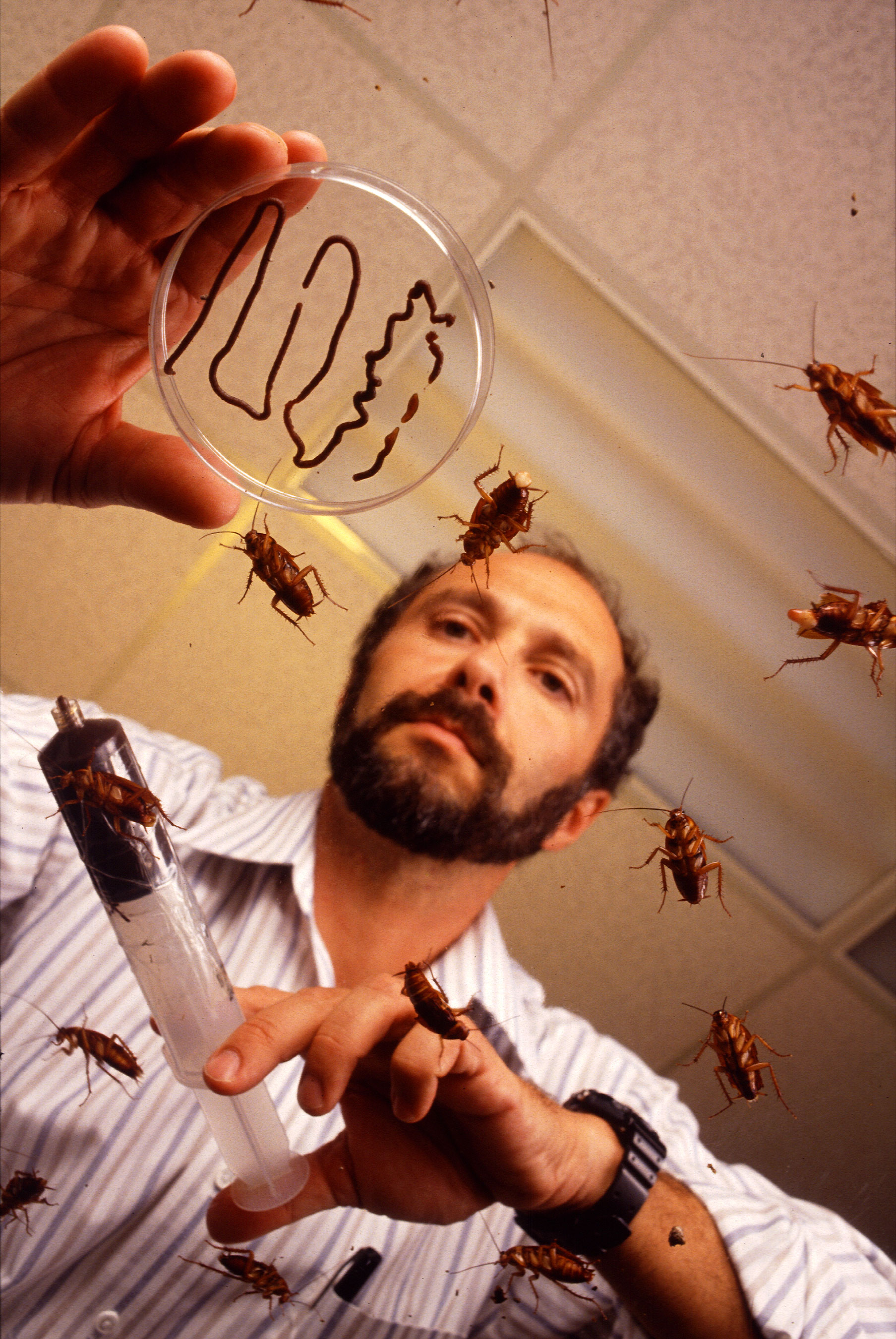
Des de sota
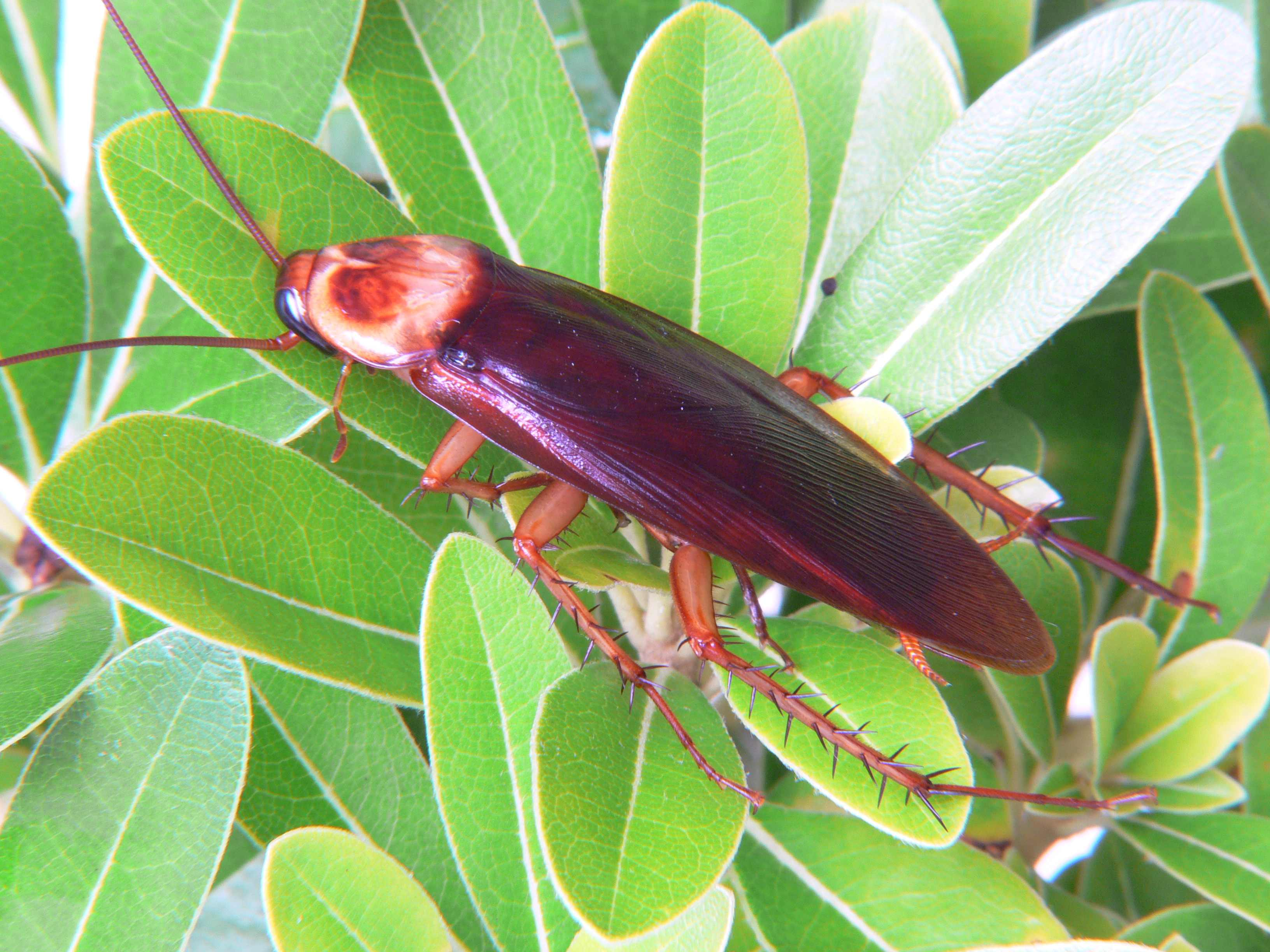
Sobre fulles
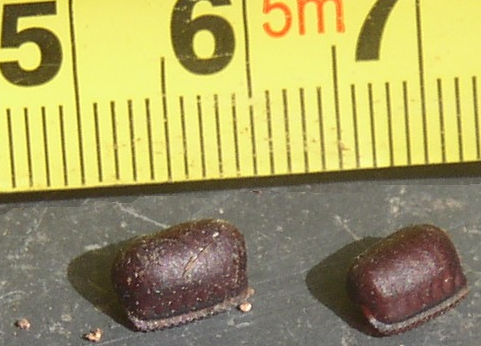
Ooteques
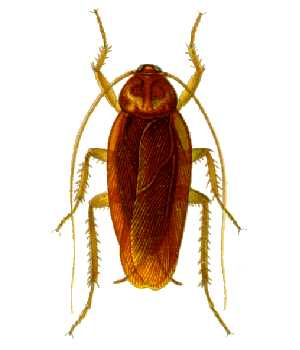
Una panerola americana
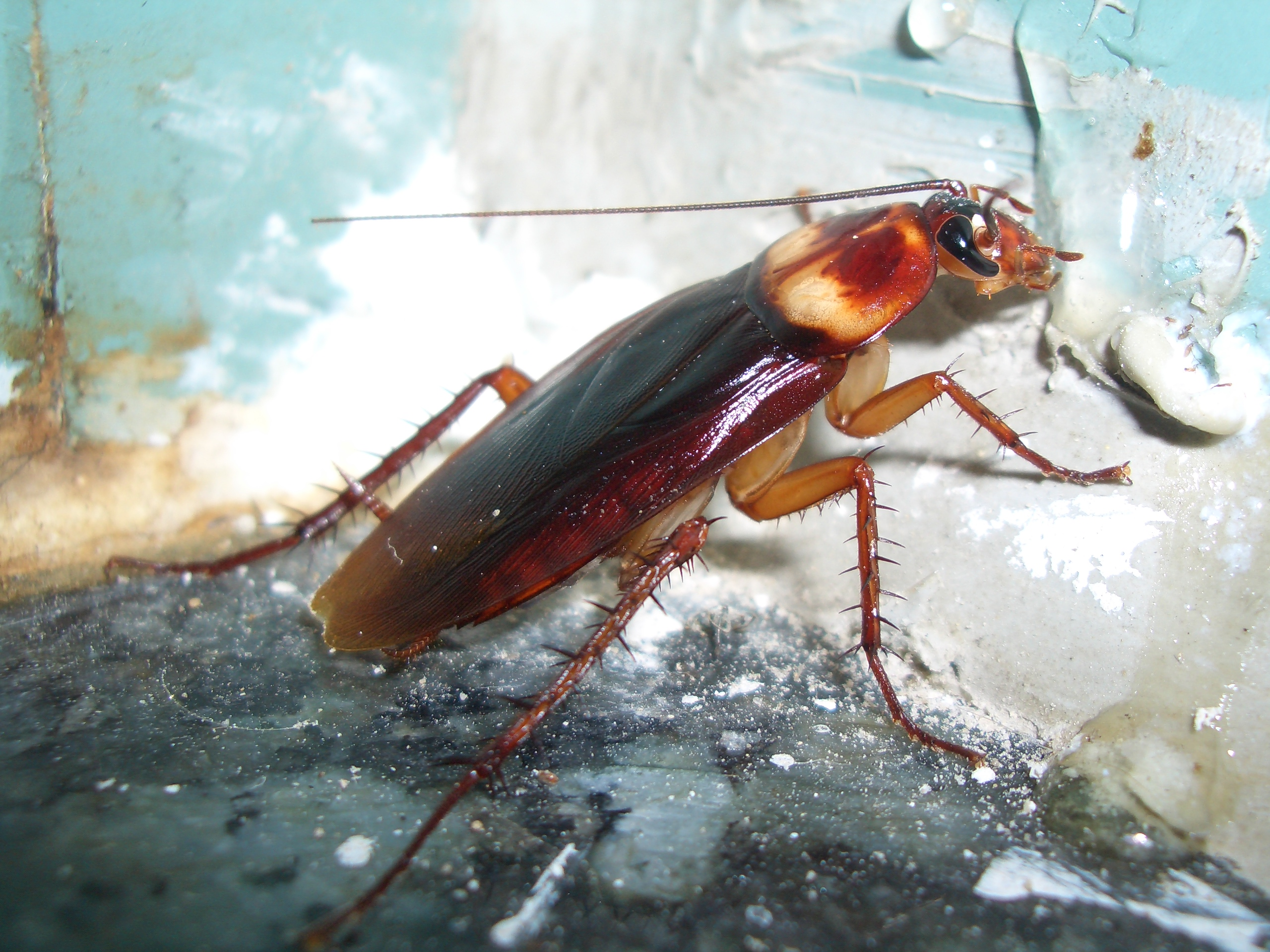
Panerola americana alimentant-se
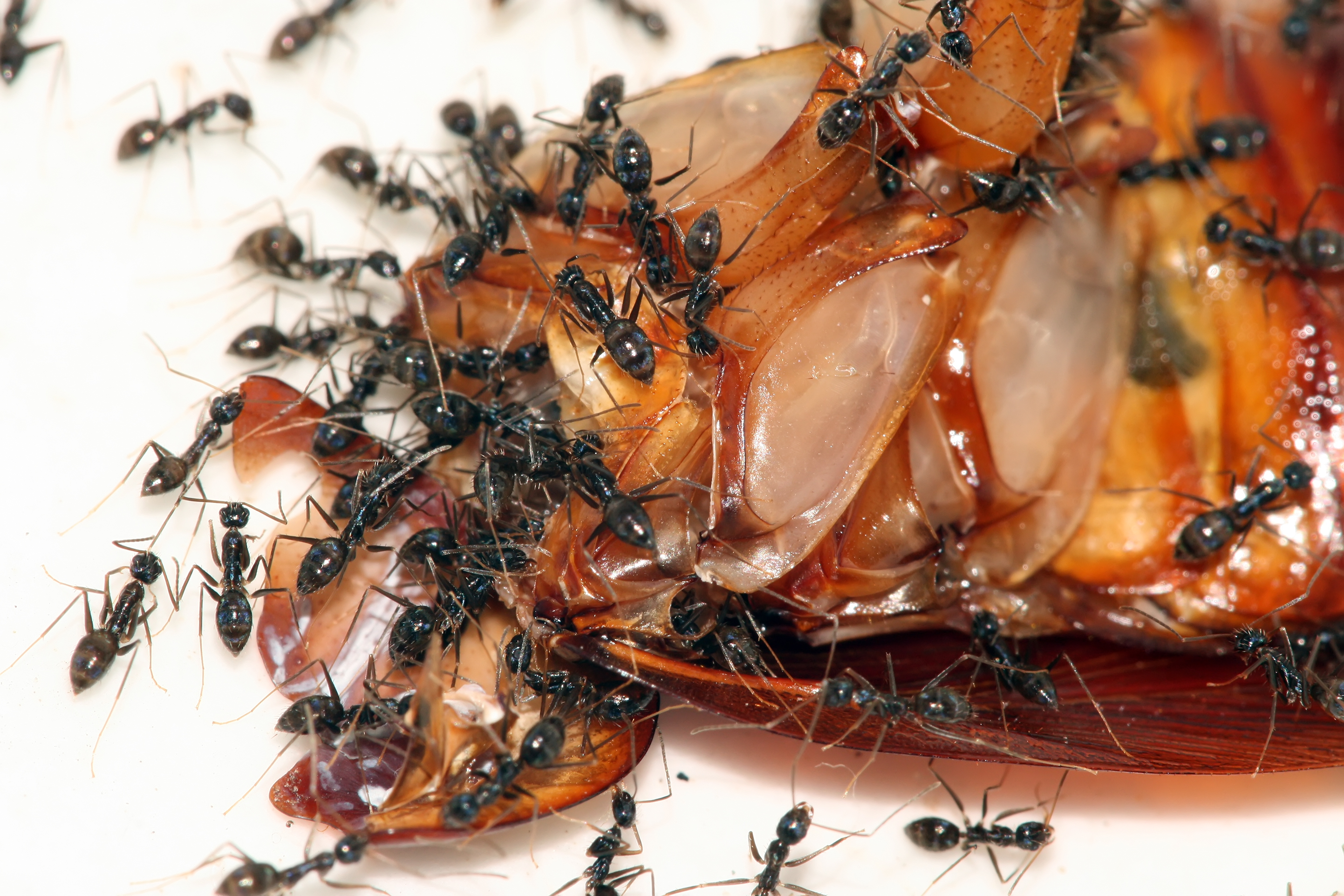
Formigues devorant-ne un cadàver